# General Railway Signal Company
General Railway Signal Company (GRS) was een Amerikaanse fabrikant van spoorwegbeveiligingsapparatuur uit Rochester (New York).
Het bedrijf ontstond in 1904 door het samengaan van drie bedrijven, namelijk de Pneumatic Signal Company uit Rochester (New York); Taylor Signal Company uit Buffalo (New York) en Standard Railroad Signal Company uit Arlington (New Jersey). Het bedrijf werd in 1998 onderdeel van het Franse Alstom.
Het bedrijf maakte onder andere elektromechanische beveiligingen, die ook in Nederland succesvol toepassing vonden. Voorbeelden zijn.
- De spoorstroomloop, een systeem om te detecteren waar treinen zich bevinden. Het werd al in 1872 gepatenteerd door een van de bedrijven waar GRS uit ontstond. Spoorstroomlopen worden nog veelvuldig gebruikt.
- B-relais, relais die het bedrijf in de jaren dertig ontwikkelde voor gebruik in systemen voor spoorwegbeveiliging. Beveiligingen met B-relais zijn ook nu nog in gebruik.
- De NX-beveiliging, een volledig elektromechanische bediening en beveiliging van stations. Voor de beveiliging werd gebruik gemaakt van B-relais. In Nederland werd dit systeem op 4 september 1950 in Den Bosch geïntroduceerd. In 2002 werd de laatste verkeersleidingspost met NX-bediening, die in Hengelo, opgeheven.
- Quiktrol, een datacommunicatiesysteem om via één transmissiekanaal meerdere stationsbeveiligingssystemen op afstand te bedienen. Dit systeem is niet meer in gebruik.

De automatische treinbeïnvloeding eerste generatie (ATB-EG) maakt gebruik van de GRS-spoorstroomlopen. De spoorstroomlopen worden dan steeds kort onderbroken, waardoor pulsen ontstaan. Deze pulsen vormen het communicatiemedium tussen de ATB-EG-apparatuur in de baan en de ATB-EG-apparatuur in de trein.